# Espagnac
Espagnac é uma comuna francesa na região administrativa da Nova Aquitânia, no departamento de Corrèze. Estende-se por uma área de 23,63 km². Em 2010 a comuna tinha 393 habitantes (densidade: 16,6 hab./km²).